# Ortostato

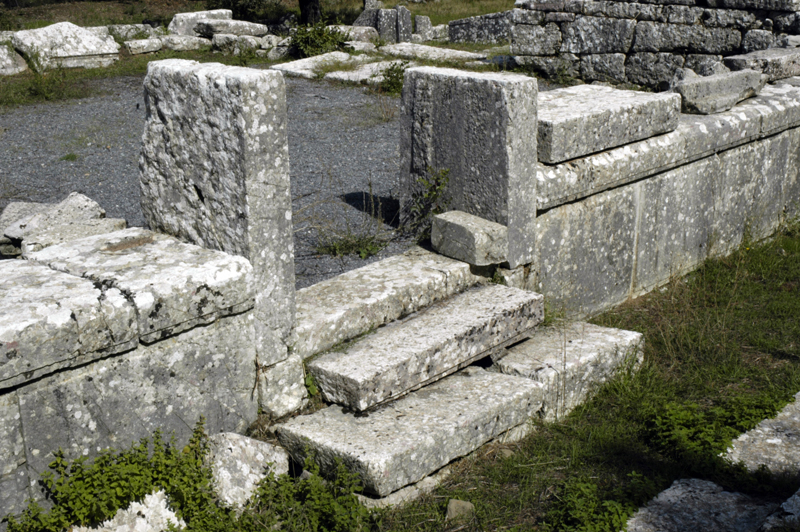
Su entrambi i lati di una porta, la parete del tempio di Despina a Licosura ha un corso di ortostati con marcapiani sopra di essi.

L'ortostato è, nell'architettura, una lastra in pietra, legno o terracotta con funzione di sostegno o di contenimento e anche di abbellimento, se decorato o iscritto. Può essere infisso "a coltello" nel terreno oppure addossato o appeso a una parete.

## Etimologia
Il termine è stato generalizzato per l'uso nella descrizione dell'architettura delle varie culture. Ad esempio nell'architettura assira e ittita, gli ortostati spesso erano intagliati. Il termine può essere utilizzato più generalmente per riferirsi ad altre pietre erette, come i menhir.
L'etimologia greca che ne descrive proprio la collocazione rispetto alla parete, con il lato lungo a vista ovvero parallelo alla parete, lo oppone a diatono, elemento con il lato corto a vista, ovvero ortogonale alla parete.
In altri contesti il termine inglese solitamente diventa "orthostat".

## Descrizione

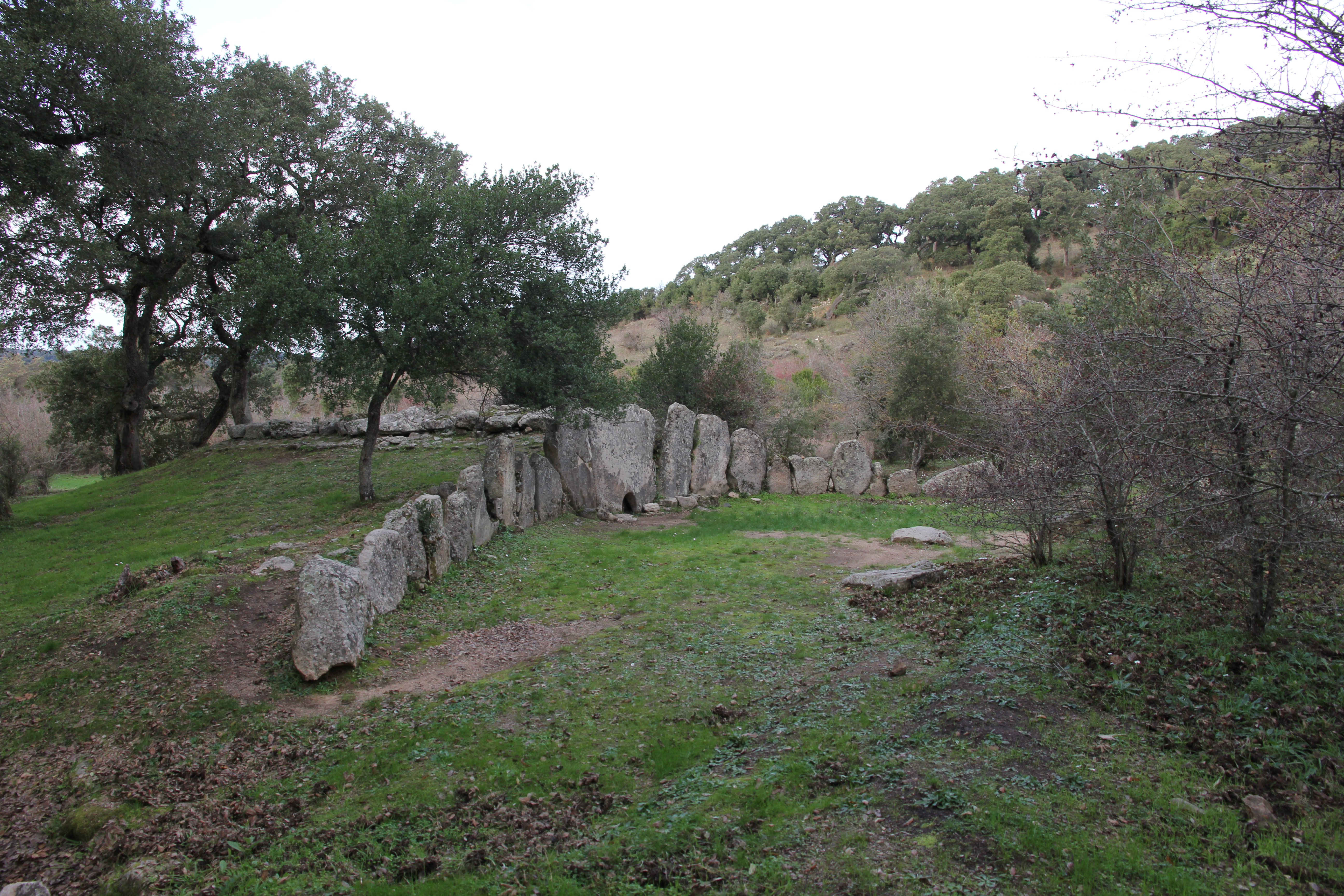
Ortostati in una tomba dei giganti

L'ortostato può essere in diversi materiali, dal legno alle pietre dure, ed è generalmente decorato o iscritto. Questa forma di decorazione era particolarmente diffusa nel Vicino Oriente nell'Età del ferro; le decorazioni degli ortostati potevano essere a rilievo o (più raramente) a incisione.
Ortostati potevano anche formare il filare inferiore del muro di un tempio (più alto degli altri), in questo caso venivano posti a due a due e se vi si apriva un'intercapedine abbastanza grande questa veniva riempita di calcestruzzo.
L'ortostato rappresentava, in epoca antica, il megalito verticale con cui si costruivano murature o templi. Gli elementi venivano posizionati verticalmente a intervalli regolari, a formare un telaio, e gli spazi venivano riempiti da pietrame con la tecnica "a secco", ovvero senza l'uso di malte (leganti). Esempi di questa tecnica, detta "a telaio", sono presenti nelle città fenicie di Sarepta, Mozia (Sicilia) e Tor.